# Karolewo (powiat grudziądzki)
Karolewo – wieś w Polsce położona w województwie kujawsko-pomorskim, w powiecie grudziądzkim, w gminie Świecie nad Osą.
W latach 1975–1998 miejscowość administracyjnie należała do województwa toruńskiego.

## Zabytki

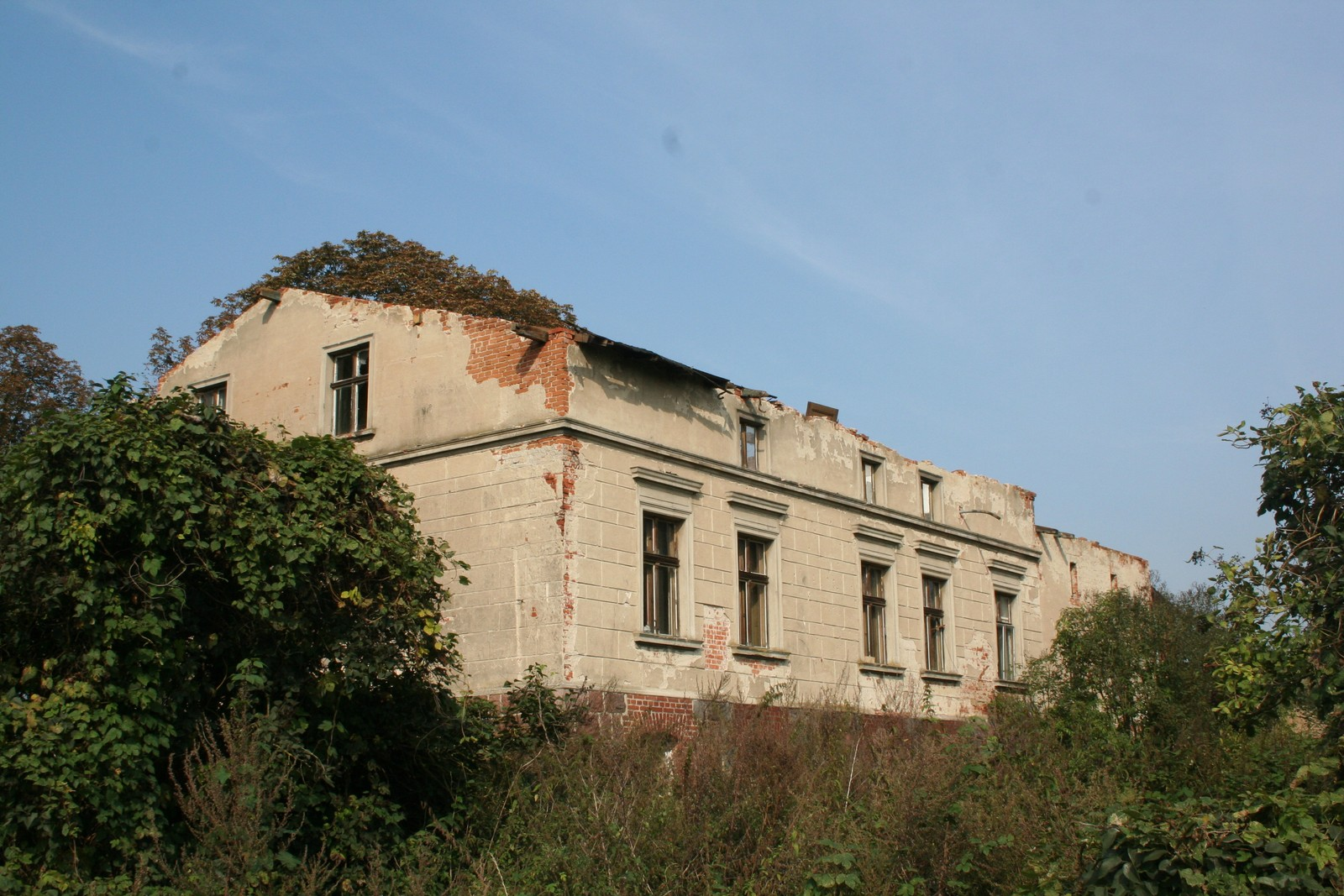
Dwór

Według rejestru zabytków NID na listę zabytków wpisany jest dwór z XIX/XX w., nr rej.: A/327 z 20.05.1987.